# Олешник (Закарпатская область)
Оле́шник (укр. Олешник) — село в Виноградовской городской общине Береговского района Закарпатской области Украины.
Население по переписи 2001 года составляло 5870 человек. Почтовый индекс — 90324. Телефонный код — 03143. Занимает площадь 41,095 км². Код КОАТУУ — 2121283301.
Через село проходит Боржавская узкоколейная железная дорога, одна из немногих действующих узкоколейных железных дорог Украины. В народе известна под названием «А́нця Ку́шницкая».

## Известные люди

### Родившиеся
- Владимир, Михаил Михайлович (1918—2006) — журналист, заслуженный работник культуры Украины.
- Ионафан (Кополович) (1912—1990) — епископ Русской православной церкви, архиепископ Кишинёвский и Молдавский.
- Любка, Надежда Михайловна — поэтесса, автор текстов песен и музыки.[2]
- Попович Иван Николаевич (1965—1985) — рядовой, участник войны в Афганистане. Погиб при исполнении боевого задания. Награжден Орденом Красной Звезды посмертно.[3]
- Русинко Константин Николаевич (1932) — доктор физико-математических наук, профессор кафедры теоретической механики Национального университета «Львовская политехника».
- Сигетий Степан Васильевич (1926—2005) — Украинский советский живописец. Заслуженный работник культуры УССР.[4]

### Умершие
- Соломин Иван Степанович (1919—1944) — летчик, стрелок-радист, гвардии старший лейтенант. Погиб при исполнении боевого задания. Похоронен на территории старой школы, на могиле установлен обелиск.